# Општина Банишор (Салаж)
Банишор (рум. Bănişor) општина је у Румунији у округу Салаж.
Oпштина се налази на надморској висини од 319 m.